# FC Viktoria 1909 Coburg
FC Viktoria 1909 Coburg was een Duitse voetbalclub uit de stad Coburg, Beieren.

## Geschiedenis
De club werd opgericht in 1909. Viktoria sloot zich in 1912 aan bij de Midden-Duitse voetbalbond en speelde voornamelijk tegen clubs uit Thüringen en Saksen. Coburg behoorde toen nog tot het Hertogdom Saksen-Coburg en Gotha. Tijdens de Eerste Wereldoorlog ging de club een tijdelijke fusie aan met FC Lichtenfels om toch maar een volwaardig team te kunnen opstellen. Na de oorlog werd het Duitse Keizerrijk afgeschaft en kwam Coburg vanaf 1920 in Beieren te liggen, waarvan de meeste clubs aangesloten waren bij de Zuid-Duitse voetbalbond, maar Viktoria bleef in de Midden-Duitse competitie spelen, meer bepaald de tweede klasse van de Kreisliga Thüringen. De club eindigde telkens in de middenmoot. 
Nadat de Kreisliga afgevoerd werd in 1923 en de Gauliga Südthüringen heringevoerd werd als hoogste klasse speelde de club in de hoogste klasse. Na een vierde plaats in 1924 gingen de resultaten bergaf tot een degradatie volgde in 1927. Na twee seizoenen promoveerde de club terug en bleef tot 1933 in de hoogste klasse, maar eindigde steeds in de lagere middenmoot. 
In 1933 werd de competitie geherstructureerd. De Midden-Duitse bond werd ontbonden en de vele competities werden vervangen door de Gauliga Mitte en Gauliga Sachsen. De clubs uit Coburg werden nu voor het eerst in de competitie van Beieren ingedeeld, maar om politieke redenen werd Viktoria verboden. De spelers sloten zich bij rivaal VfB 1907 Coburg aan.
In juni 1947 werd de club heropgericht en speelde in de laagste reeksentot het in 1974 fuseerde met DJK Rot-Weiß tot DJK/Viktoria Coburg.